# گری وینرچاک
گری وینرچاک (به انگلیسی: Gary Vaynerchuk؛ زاده ۱۴ نوامبر ۱۹۷۵) با نام اختصاری گری وی، کارآفرین، نویسنده، سخنران و شخصیت اینترنتی بلاروسی-آمریکایی است. وینرچاک ابتدا به عنوان منتقد شراب شناخته می‌شد و کسب و کار خانوادگی خود را در این زمینه گسترش داد. اما اکنون او بیشتر با کارهایش در زمینه بازاریابی دیجیتال و شبکه‌های اجتماعی شناخته می‌شود. گری وی اکنون دو شرکت وینرمدیا و وینریکس را تحت نظر خود دارد. این دو شرکت در شهر نیویورک قرار دارند.

## تولد و کودکی
وینرچاک در اتحاد جماهیر شوروی متولد شد و در سال ۱۹۷۸ در سن سه سالگی به همراه خانواده خود، به ازای غلات و گندم به  ایالات متحده  مبادله شد. او از تبار یهودی است. وینرچاک کودکی خود را در آپارتمان تک‌اتاق‌خوابه‌ای در کوئینز نیویورک، با هشت عضو دیگر خانواده خود گذراند.